# 聖安娜 (貝尼省)
聖安娜是玻利維亞的城鎮，位於該國北部，由貝尼省負責管轄，距離特立尼達150公里，海拔高度144米，每年平均降雨量1,645毫米，2008年人口12,783。

## 外部連結
- Detailed map of Yacuma Province

13°44′40″S 65°25′37″W / 13.74444°S 65.42694°W